# کلیسای جامع کلن

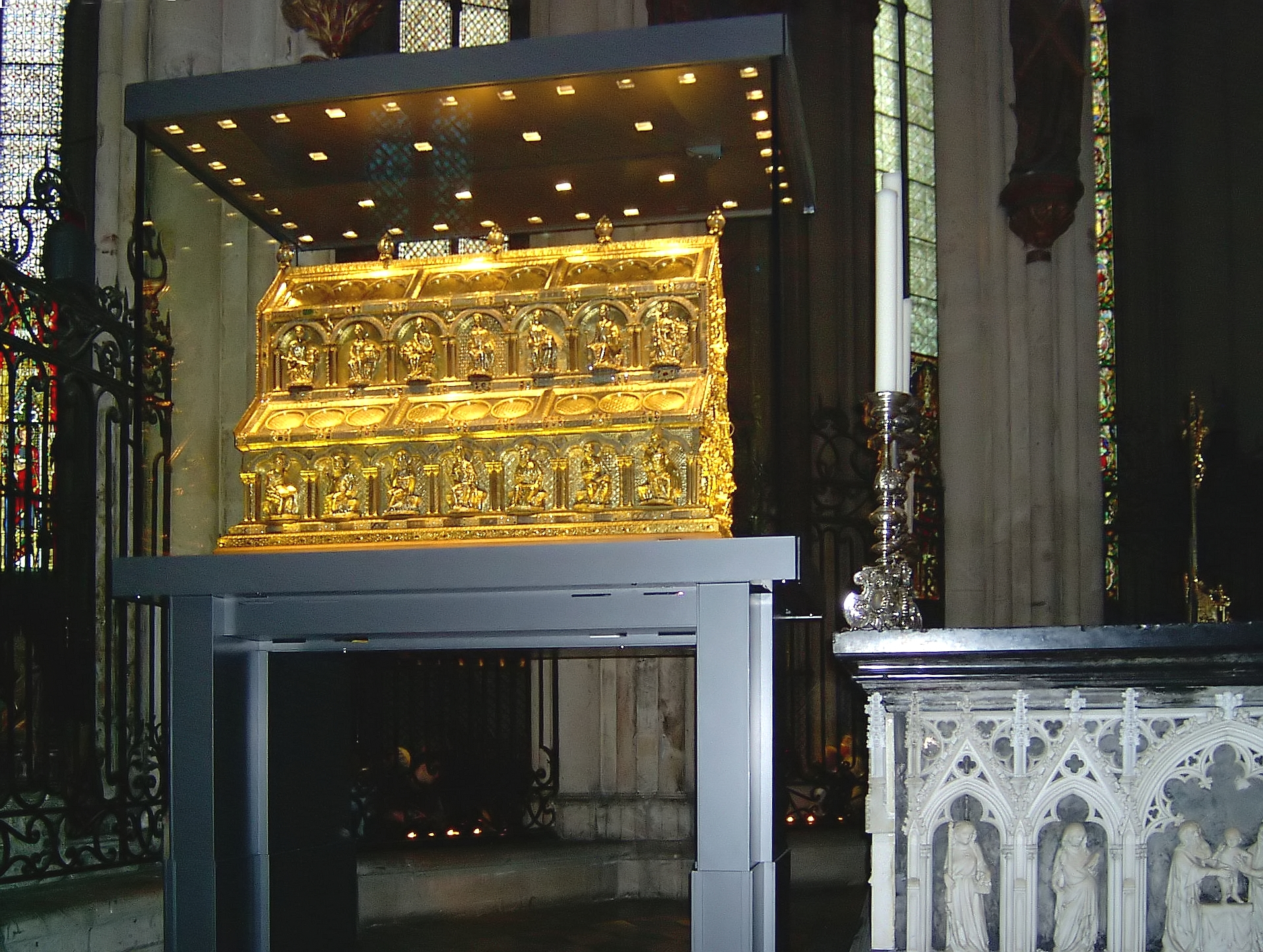
تابوت طلایی سه پادشاه مقدس

کلیسای جامع کلن (آلمانی: Kölner Dom، نام رسمی: Hohe Domkirche St. Peter und Maria) در کلن، با ۱۵۷ متر بلندی، دومین کلیسای بلند در کشور آلمان و سومین در کل جهان محسوب می‌شود. این بنا در سال ۱۹۹۶ (میلادی) در رده میراث جهانی یونسکو قرار گرفته‌است. این کلیسا در قرن ۱۳ مادر و بزرگ‌ترین کلیسای آلمان به‌شمار می‌آمد.

## تاریخچه
ساخت این کلیسا در سال ۱۲۴۸ با معماری گوتیک آغاز گردید. ساخت این بنا تا سال ۱۸۸۰ ادامه داشته‌است. در طول این ۶ قرن همهٔ سازندگان به نقشهٔ اصلی وفادار ماندند و این اثر گوتیک را برجای گذاشتند. وجود این کلیسا در عین حال نشان‌دهندهٔ قدرت طولانی مدت مسیحیت در اروپا است. در این ساختمان مقبرهٔ سه پادشاه مقدس یا سه مرد خردمند نیز قرار دارد. معماری آن به‌طور کلی نشان دهندهٔ معماری قرون وسطی است.

## مشخصات
این بنا تا قرن ۱۹ بلندترین بنای ساخته شده به دست بشر بوده‌است. تالار اصلی آن ۷۰۰۰ مترمربع مساحت دارد و برج‌های آن ارتقاعی بالغ بر ۱۵۶ متر دارند.

## قرار گرفتن در فهرست میراث در خطر
این بنا در سال ۲۰۰۴ به علت ساخت ساختمان‌های آسمان خراش پشت سرش و از دست دادن یکپارچگی در فهرست میراث جهانی در خطر گرفت و تا سال ۲۰۰۶ و حل شدن این مشکل در این فهرست قرار داشت.

## بسته‌شدن
این کلیسا که پربازدیدترین جاذبه گردشگری آلمان است و در هفته منتهی به کریسمس بیش از ۱۰۰٫۰۰۰ هزار بازدیدکننده و نمازگزار دارد، در دسامبر ۲۰۲۳ مورد تهدید امنیتی واقع شد که منجر به بازداشت چهار نفر (از جمله یک تبعه مسلمان تاجیک) در دو مرحله و در چند شهر آلمان شد. از ۲۵ دسامبر ۲۰۲۳ تا اطلاع ثانوی، کلیسا به روی گردشگران بسته بوده ولی با حفظ تدابیر امنیتی، به‌روی نمازگزاران باز خواهد بود.

## نگارخانه

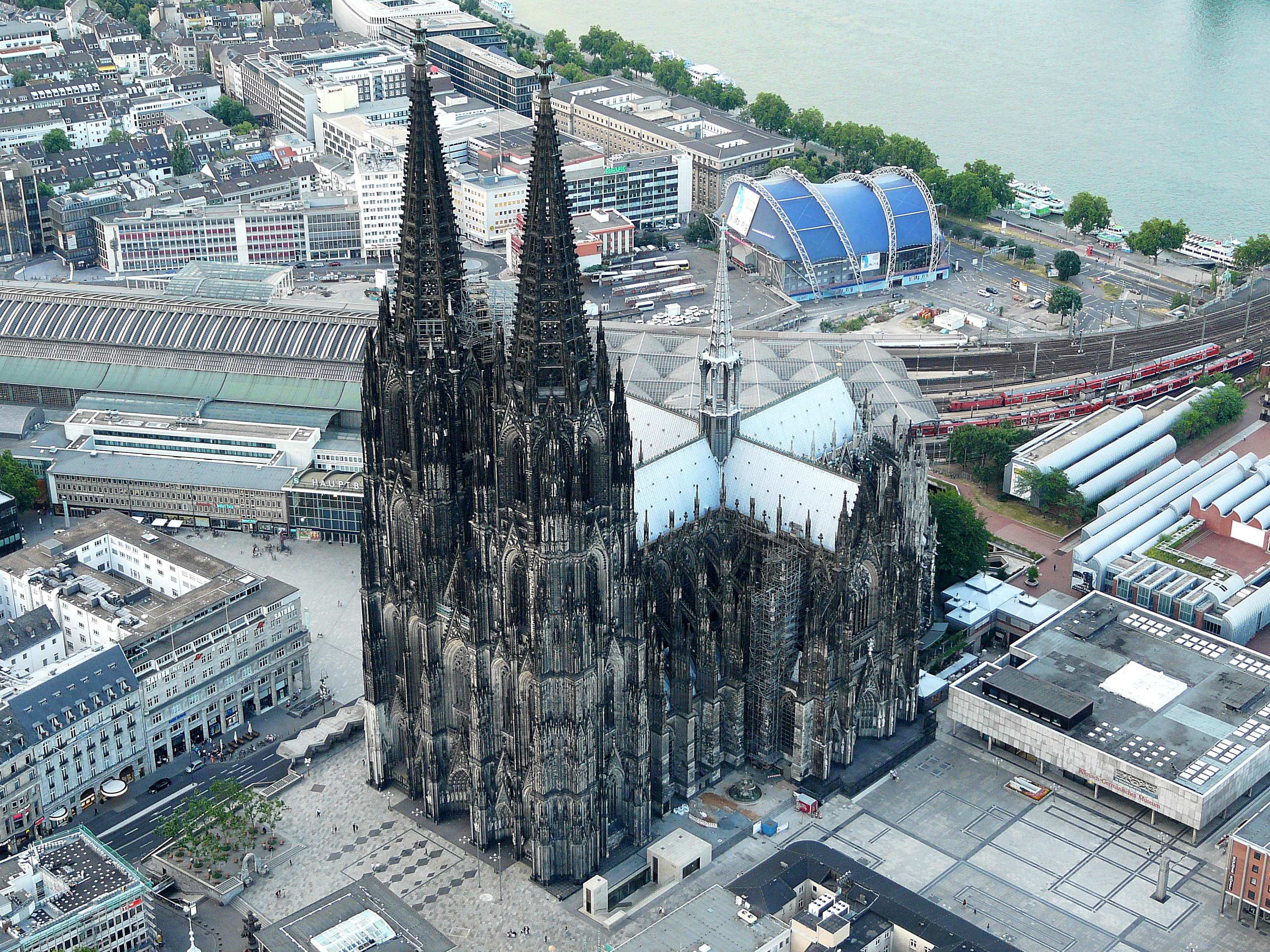
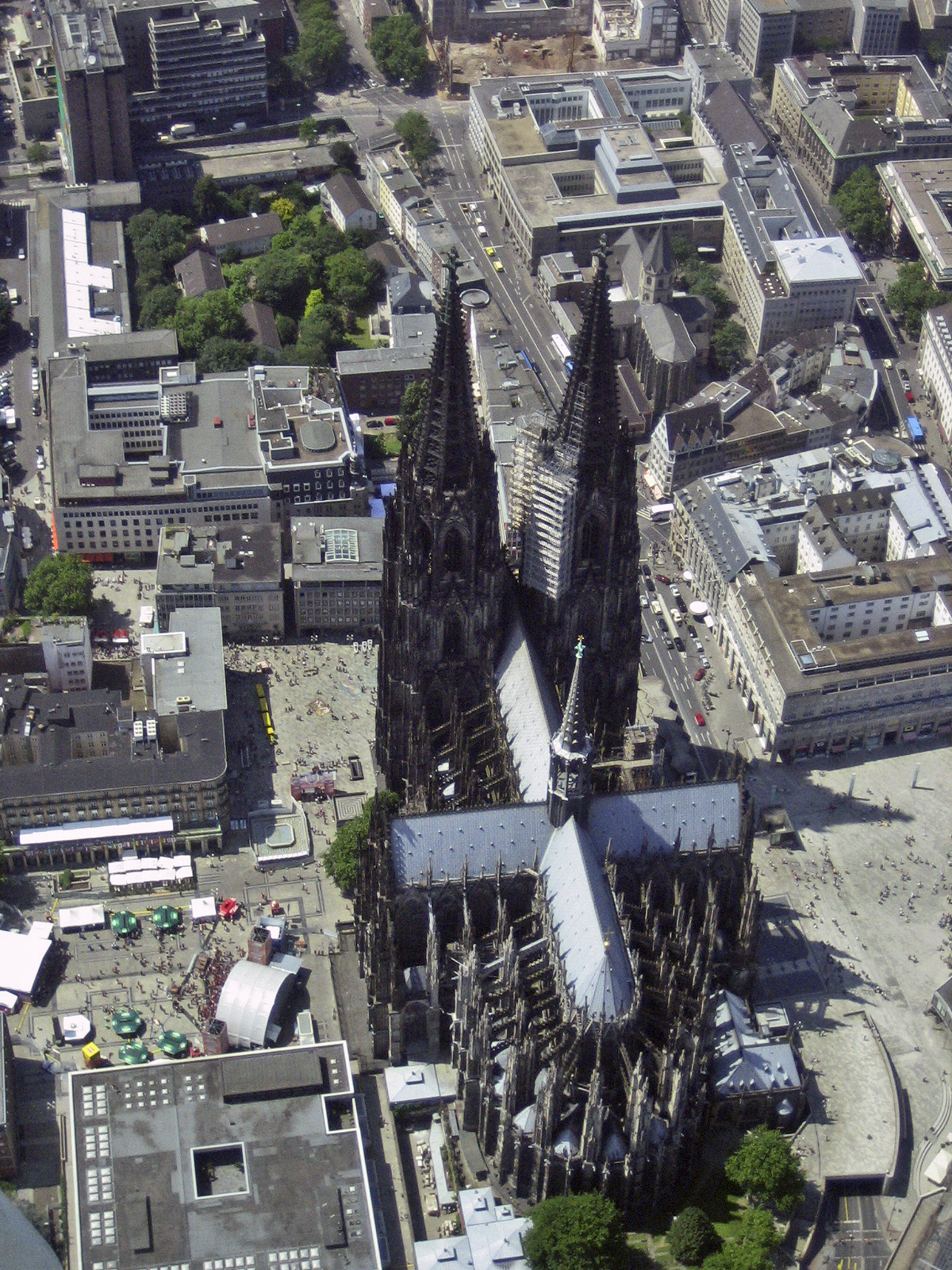
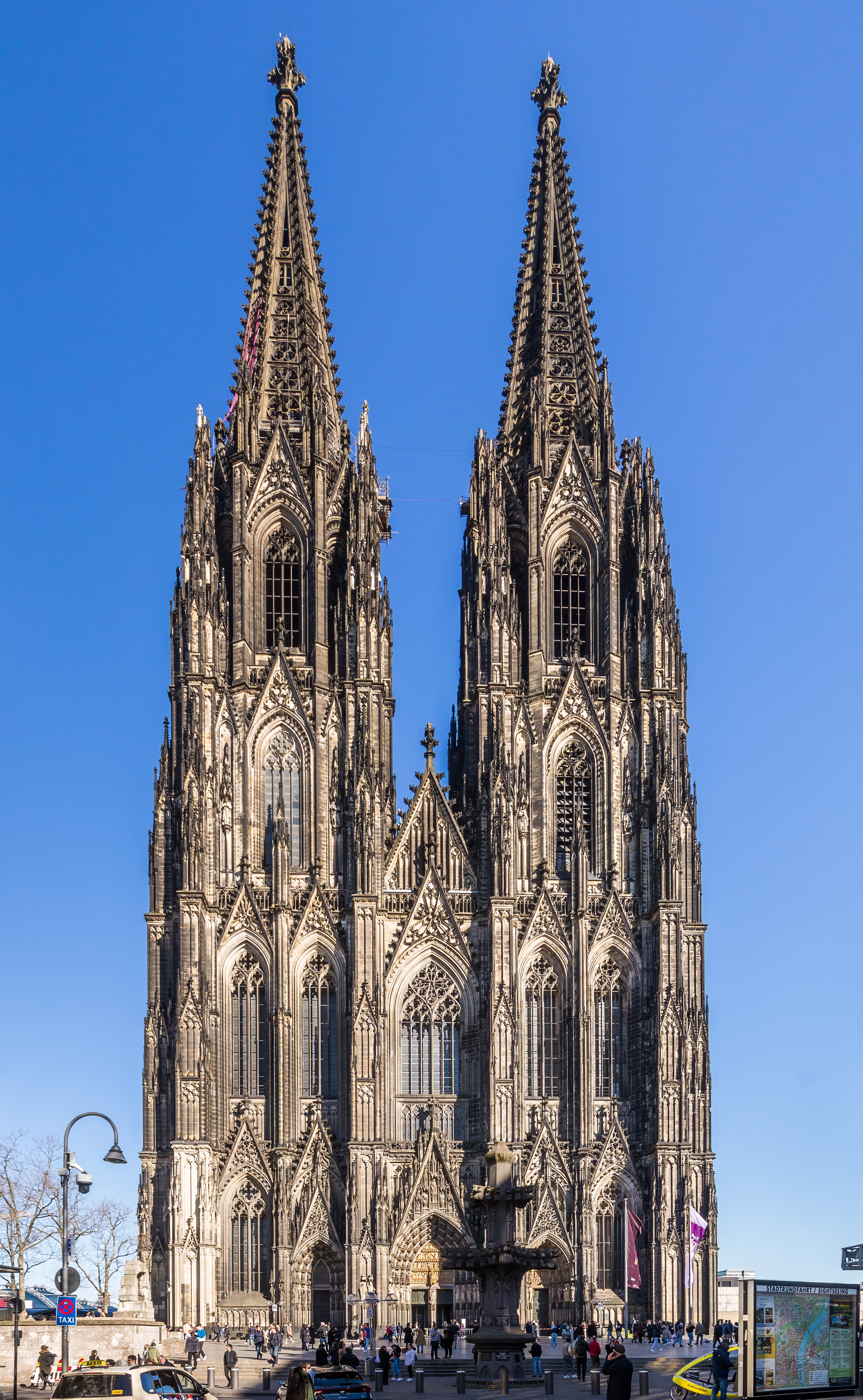
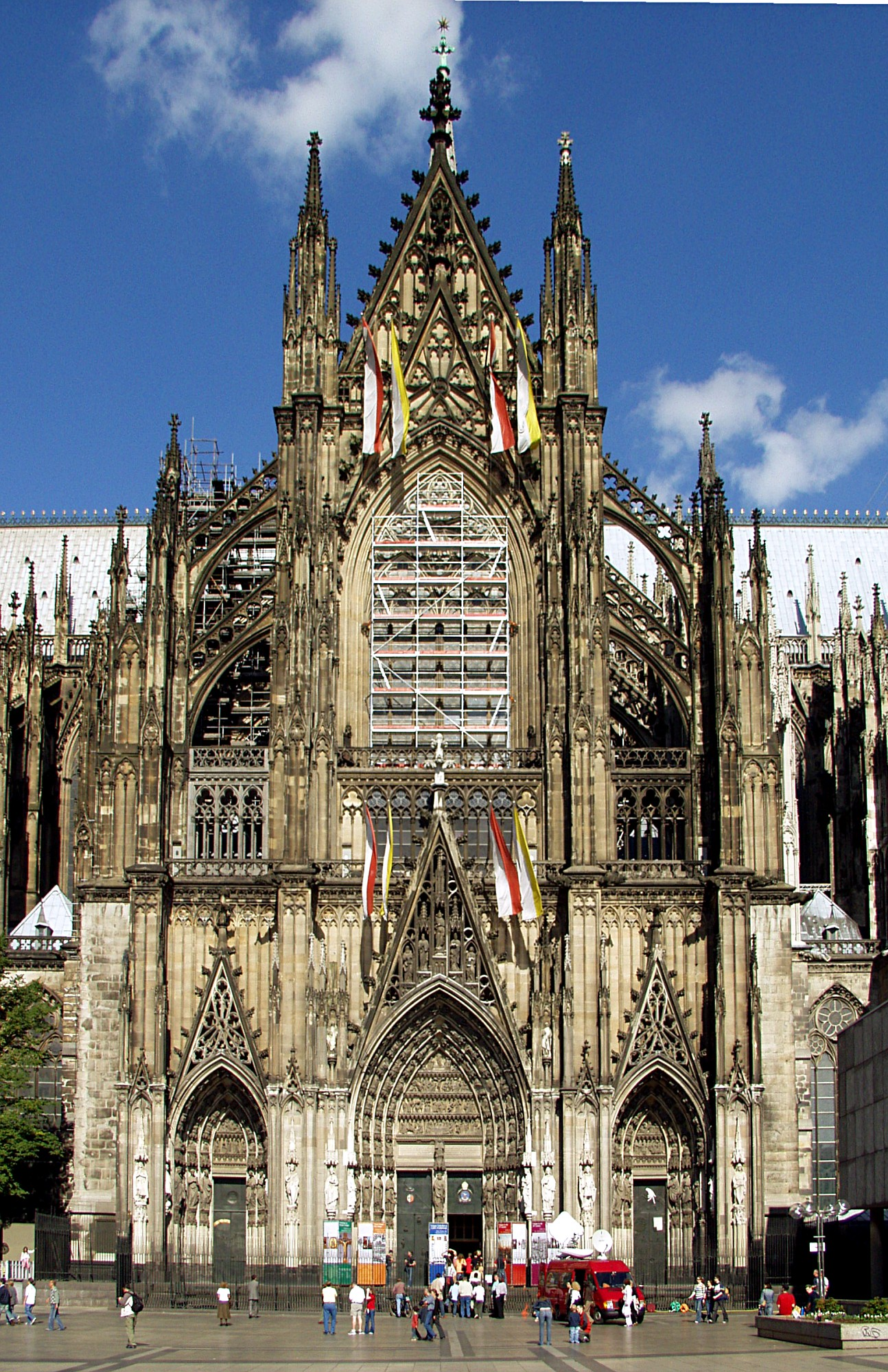
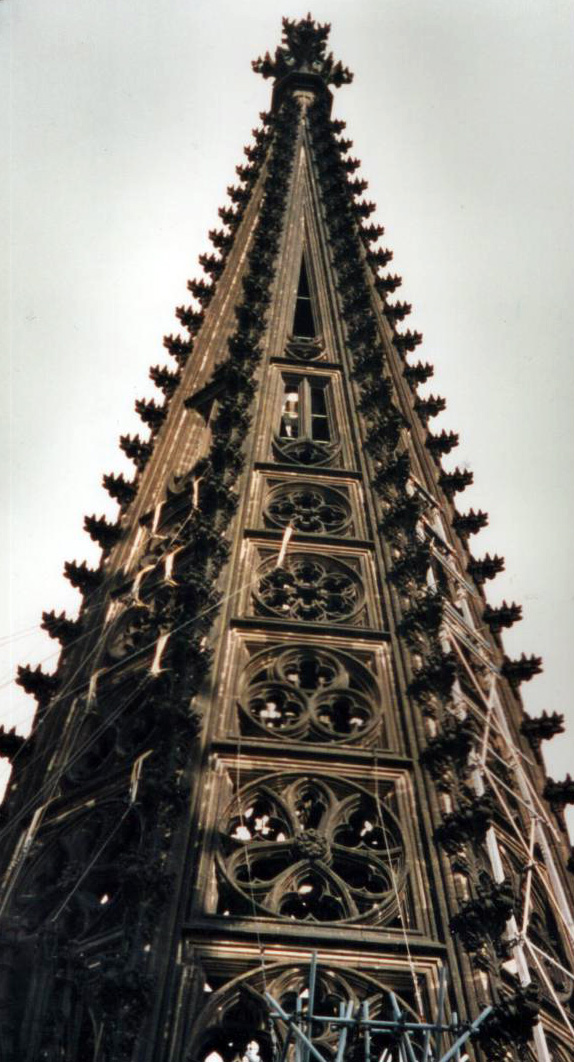
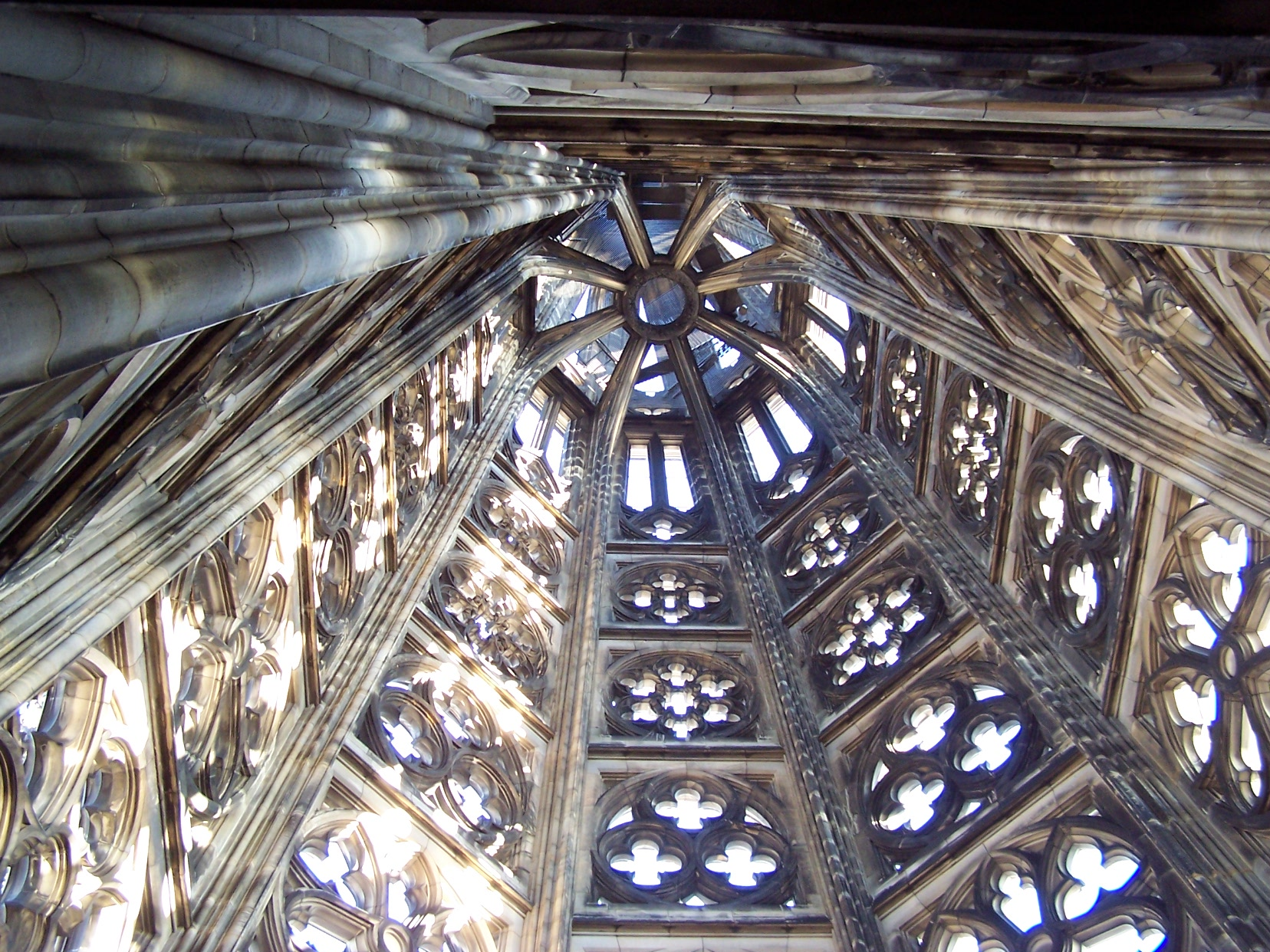
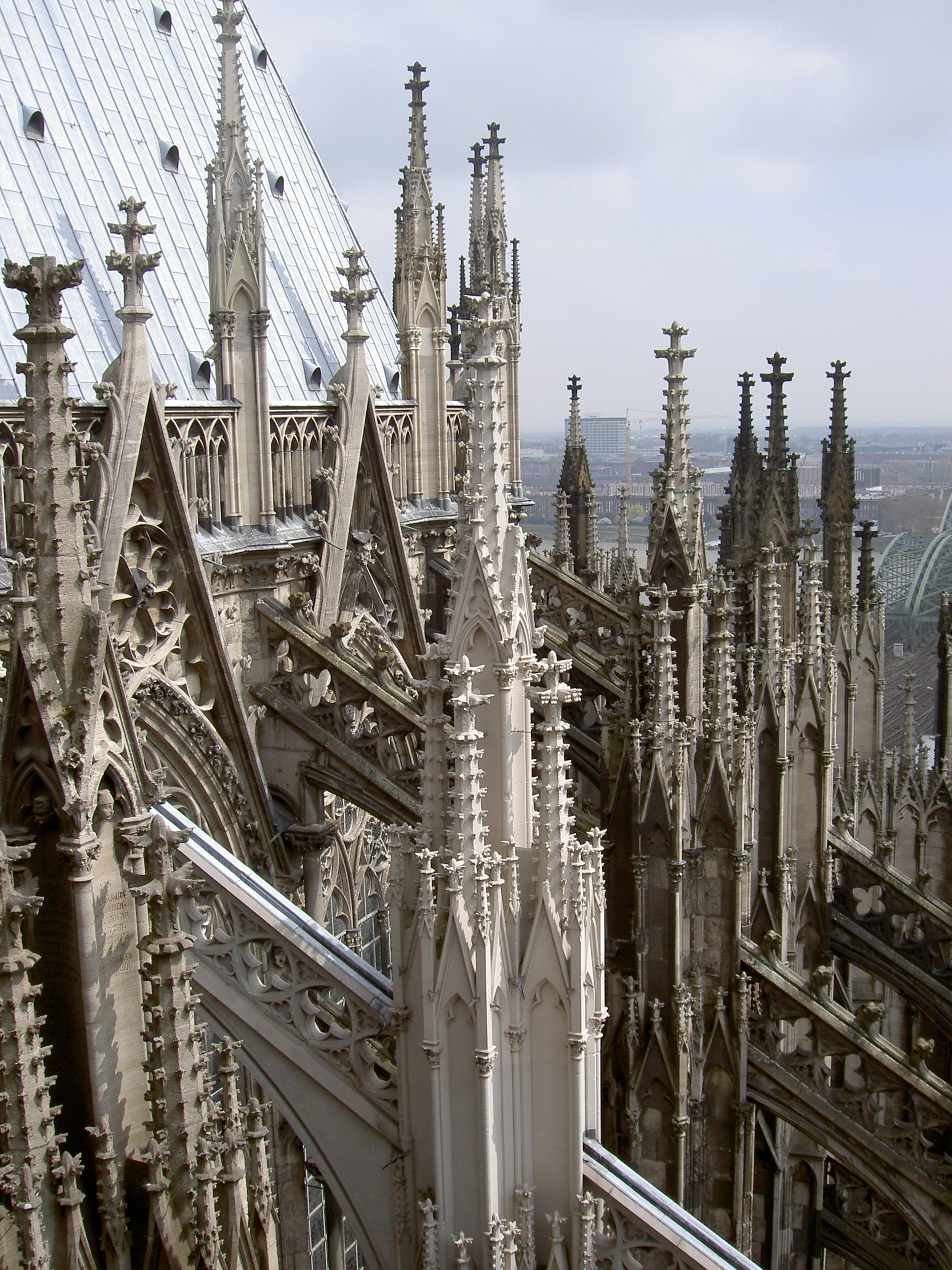
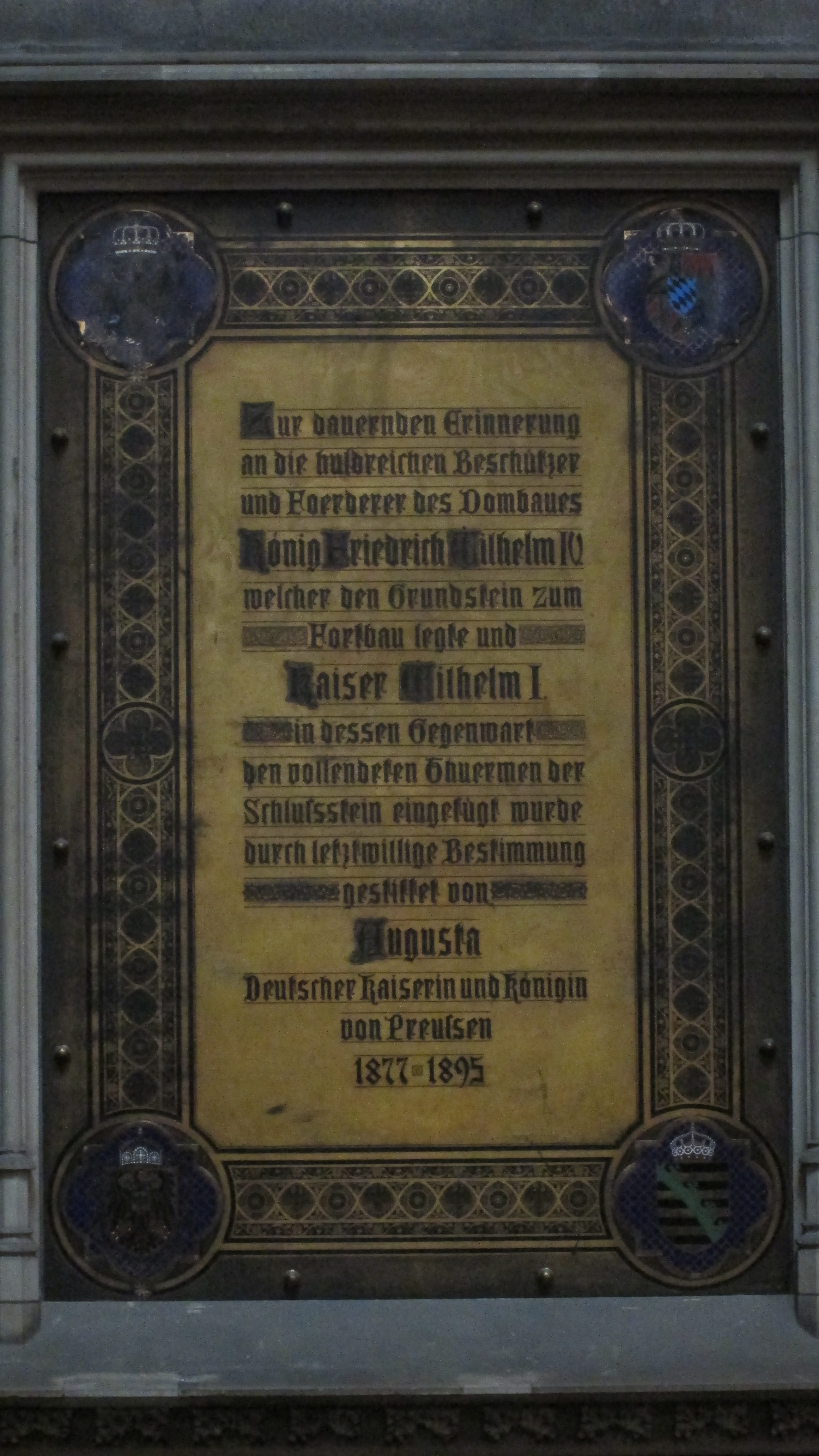
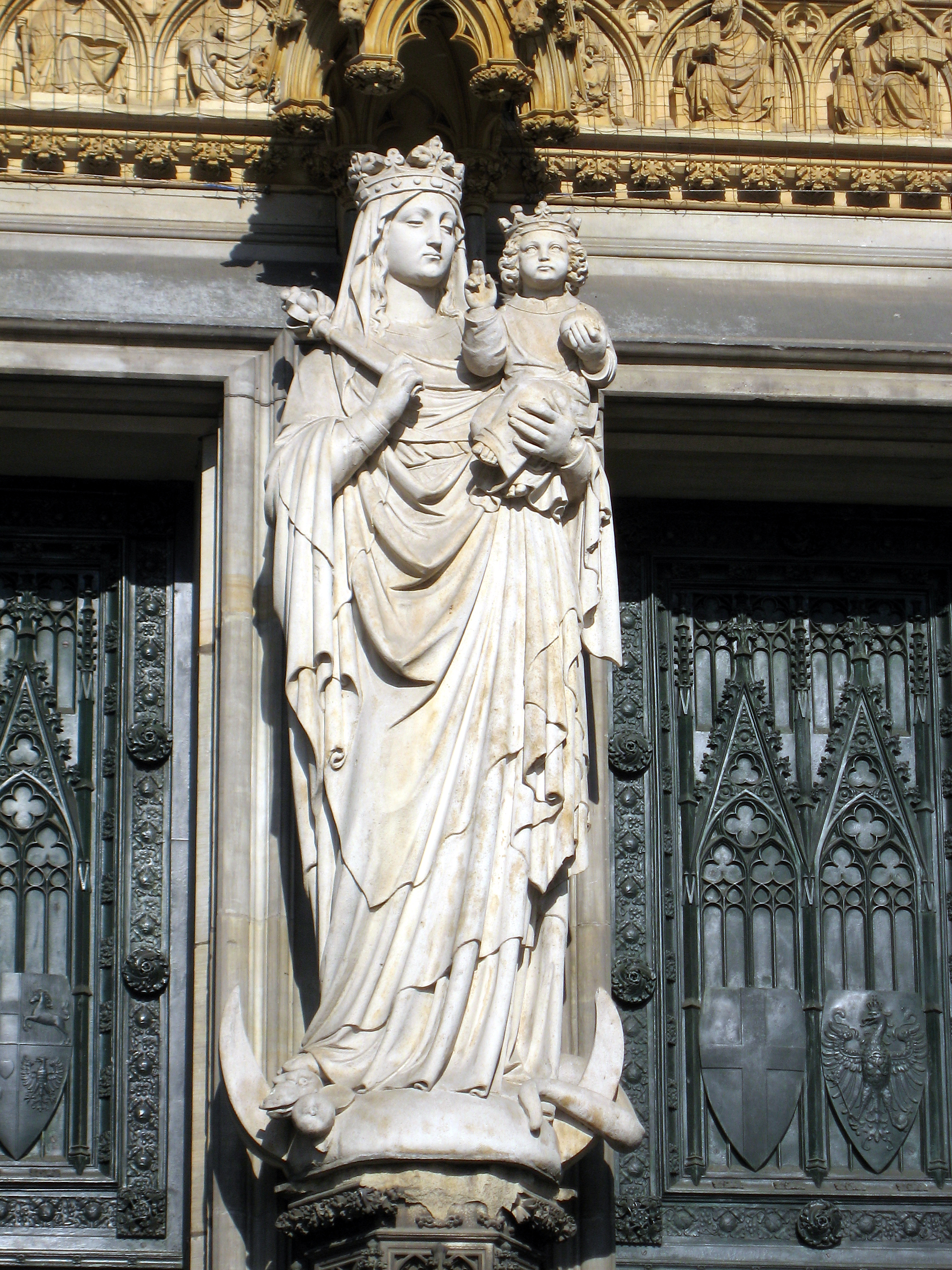
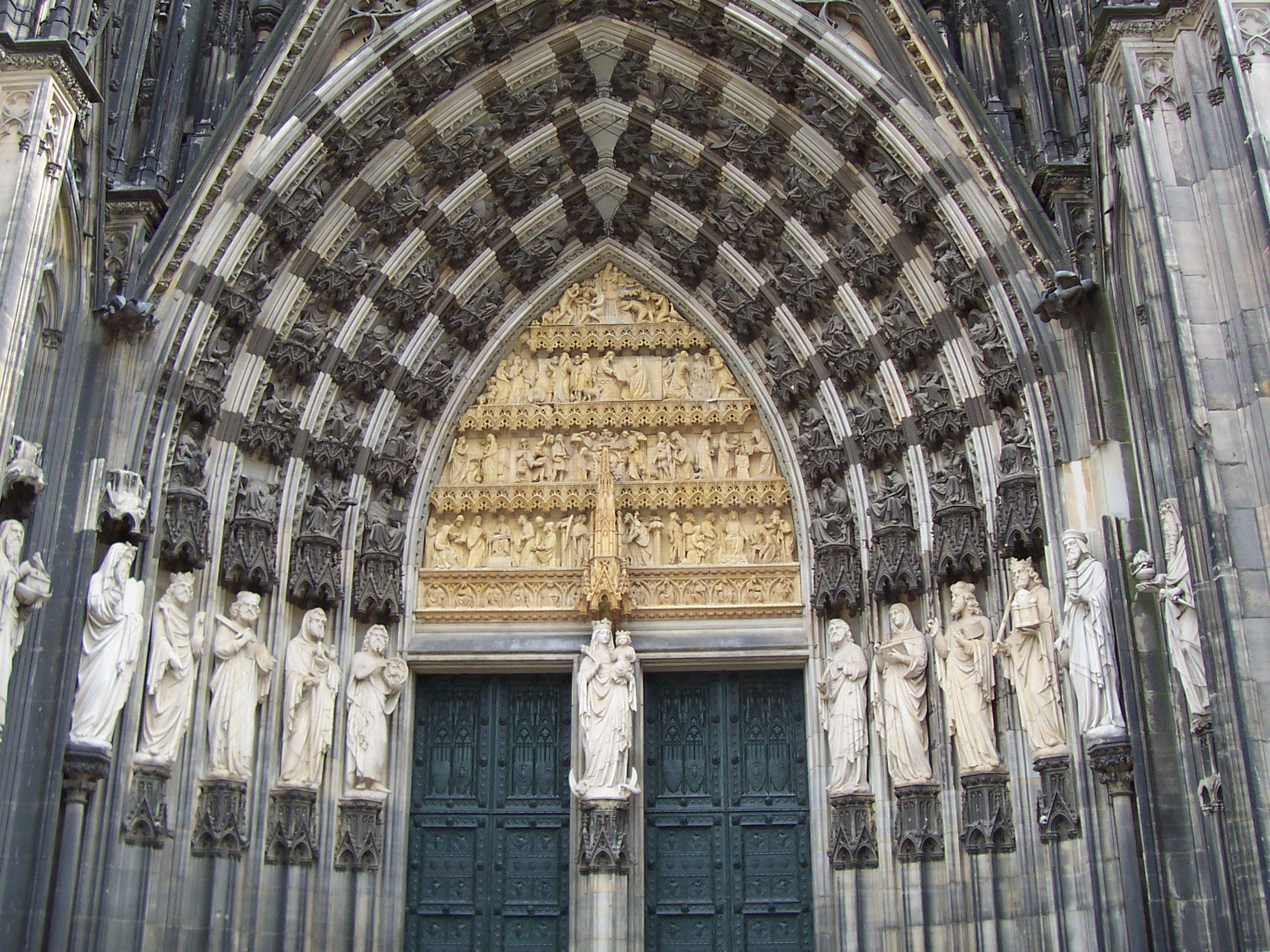
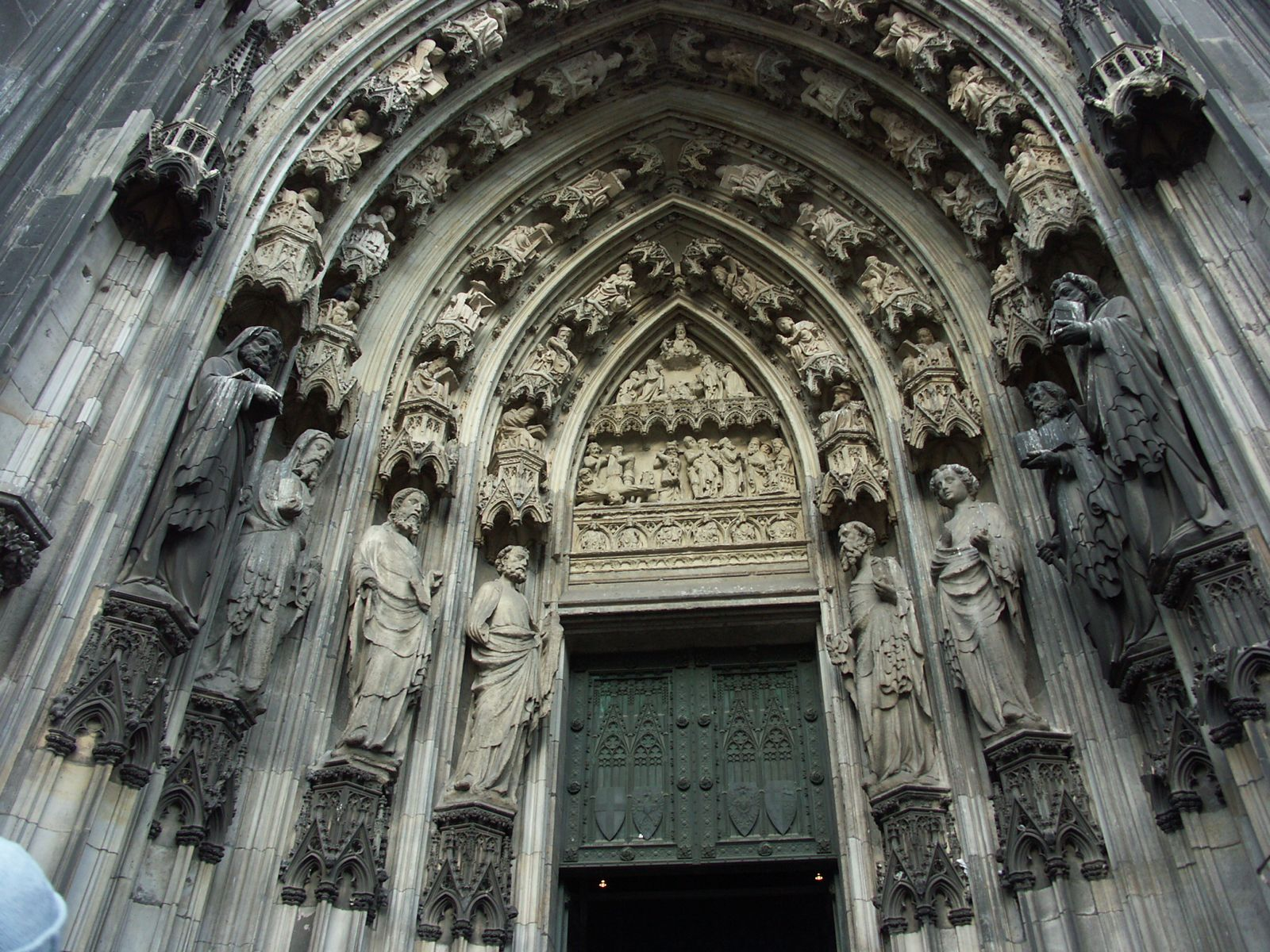
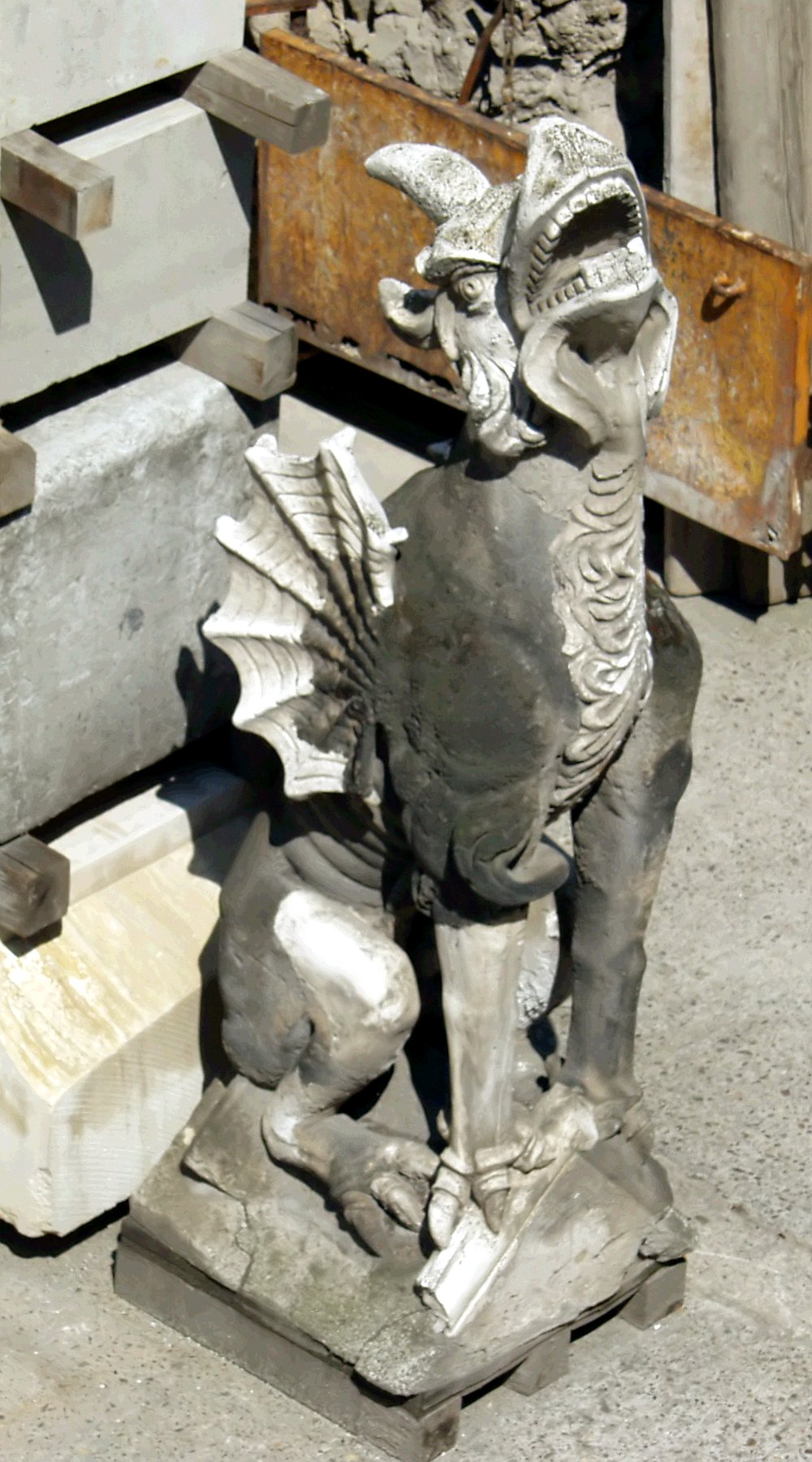
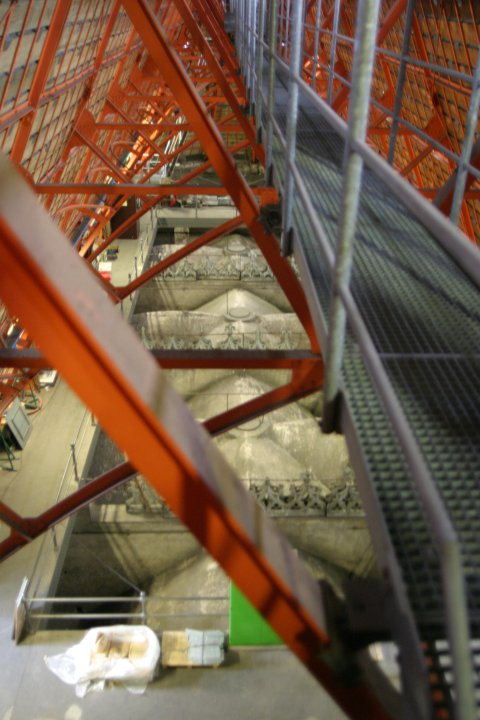
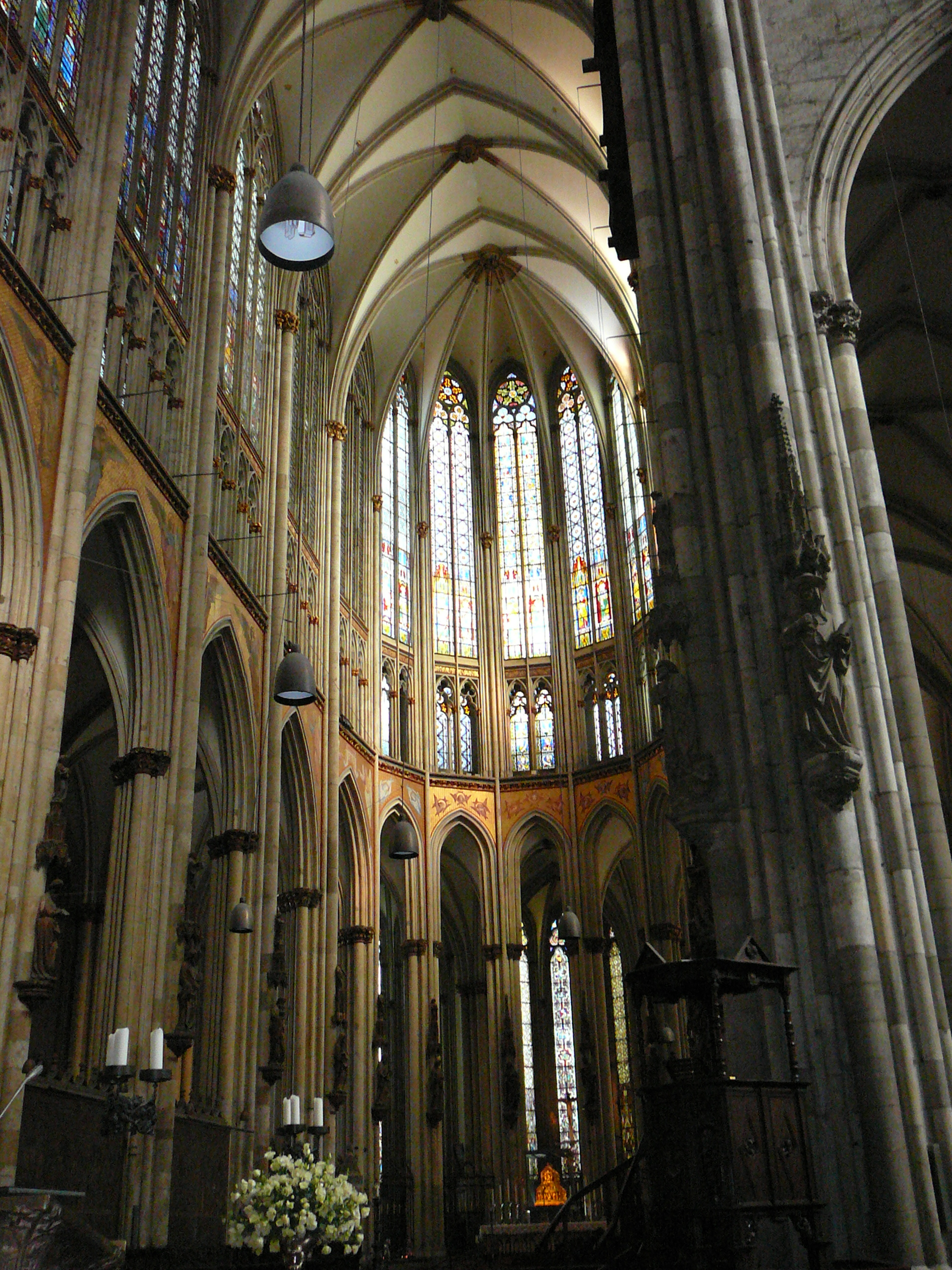
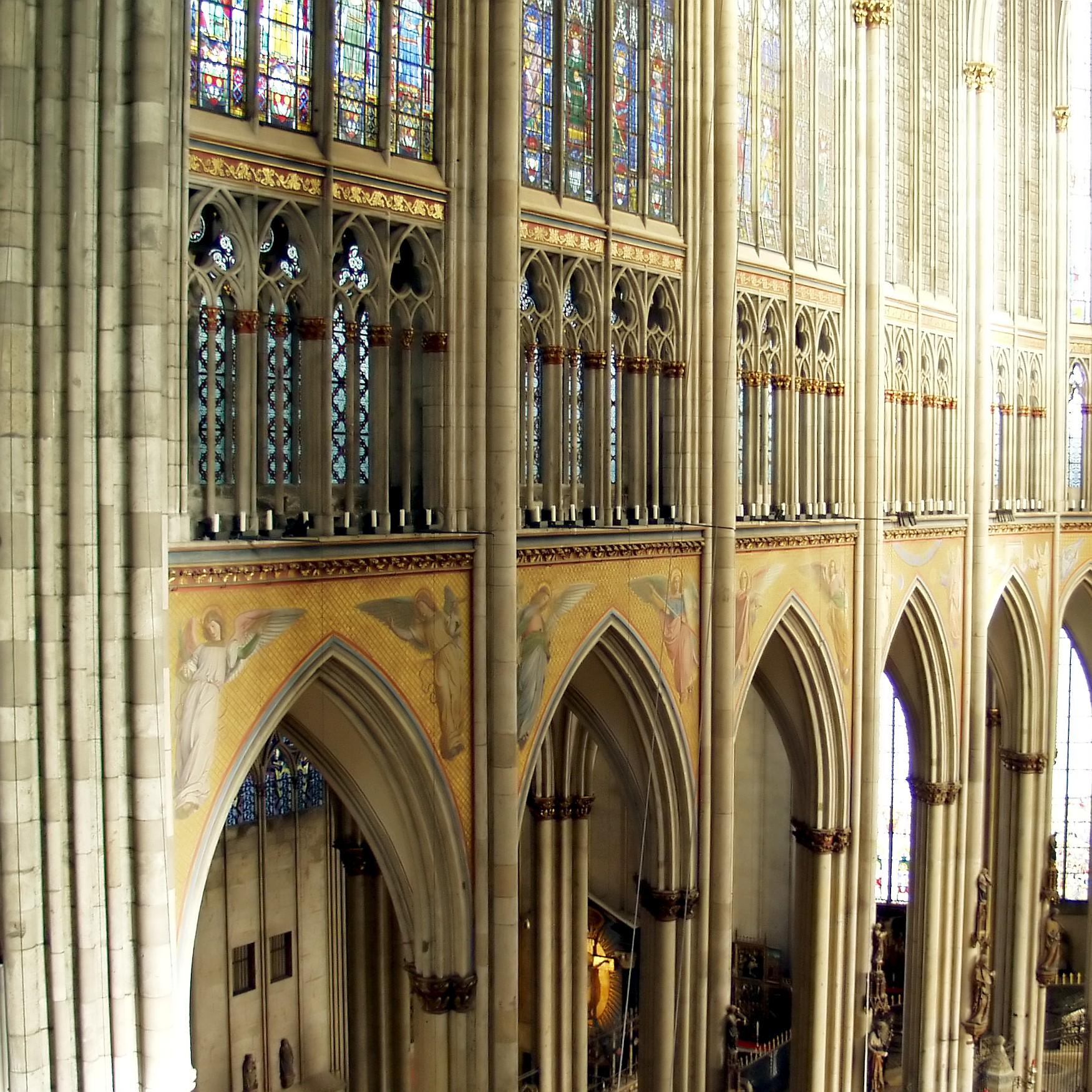
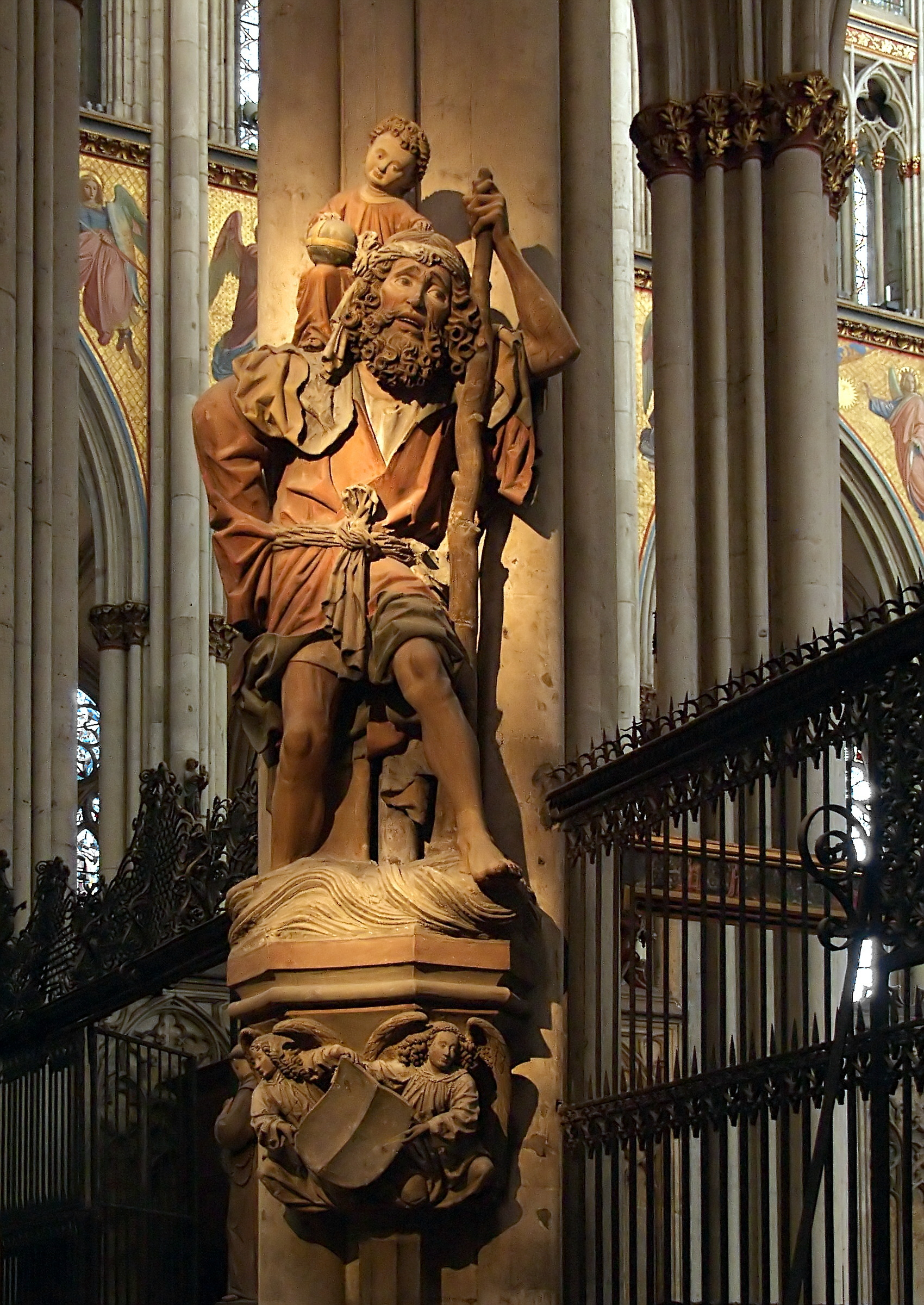
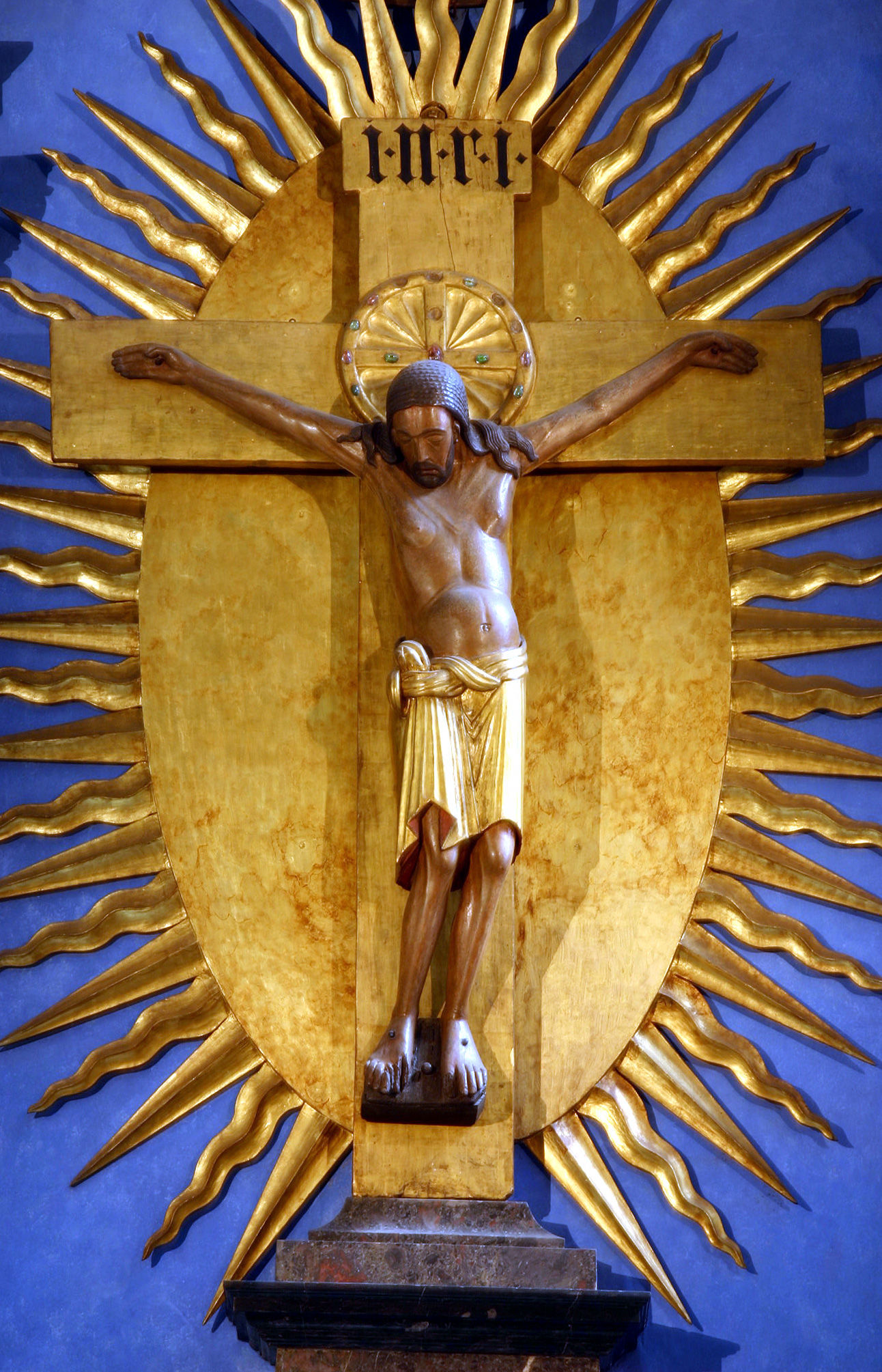
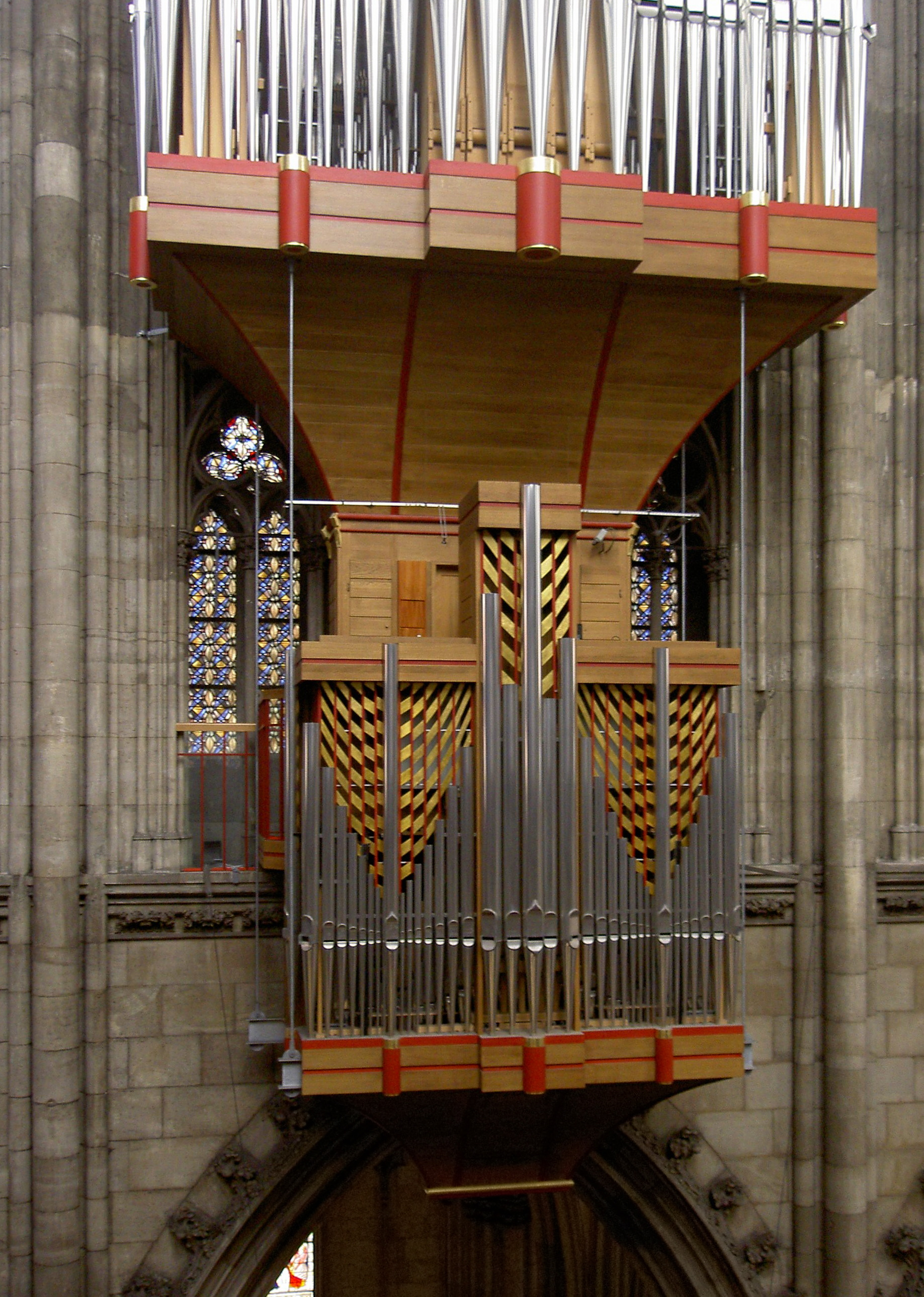
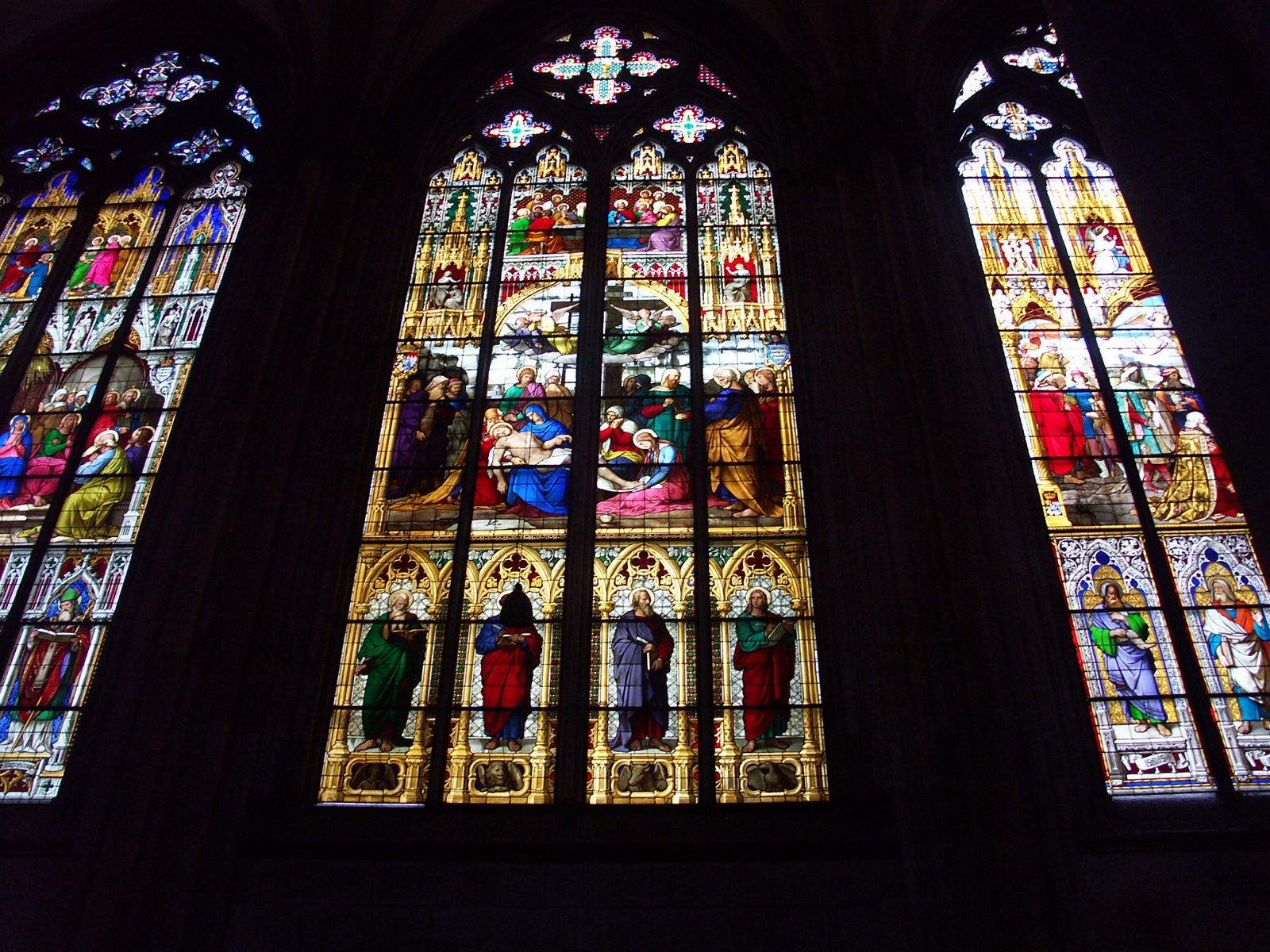
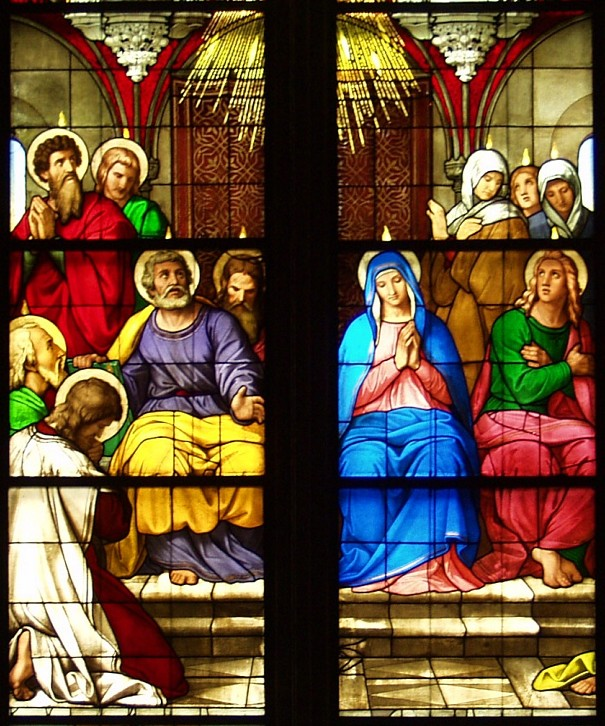
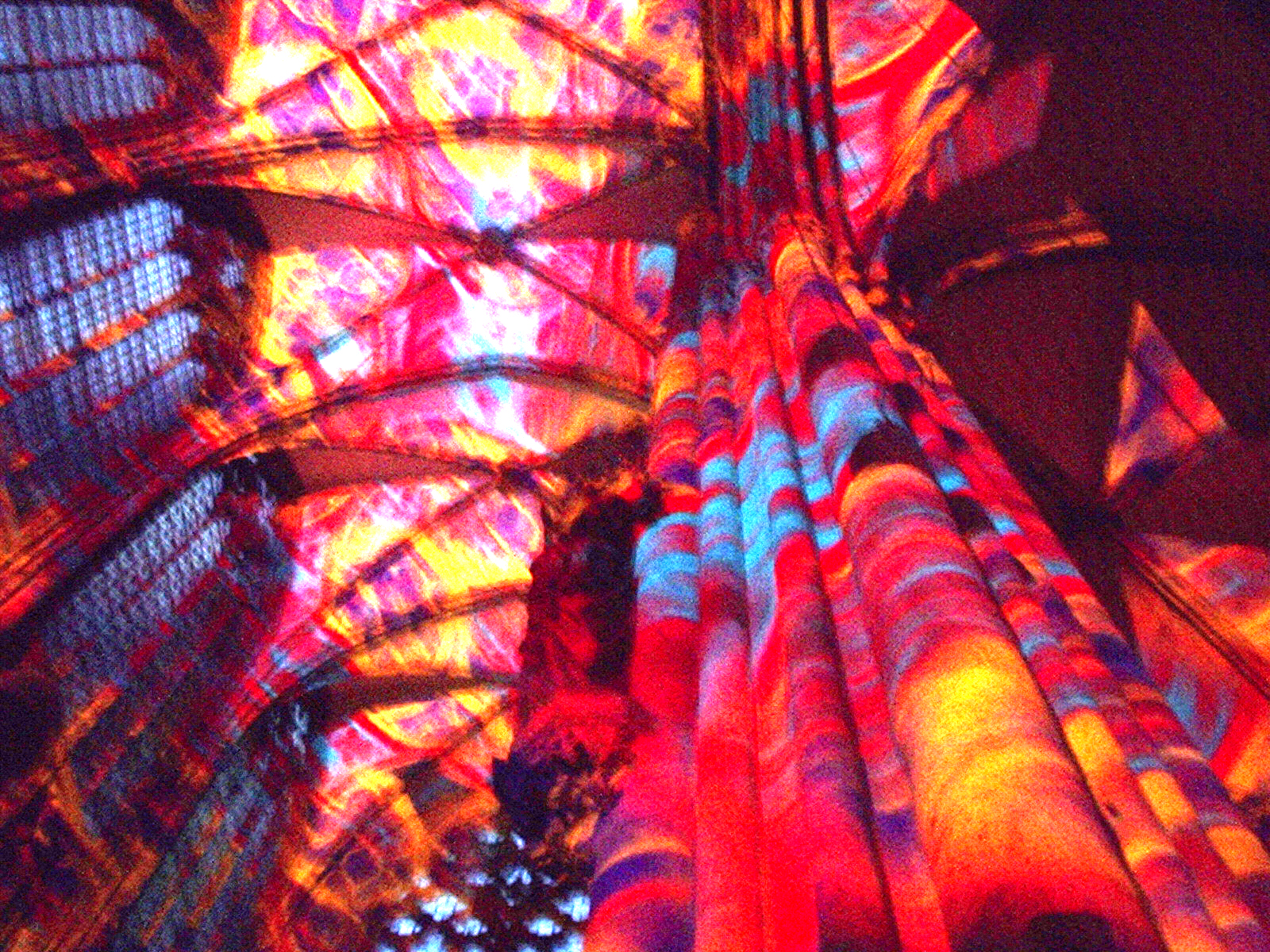
-->
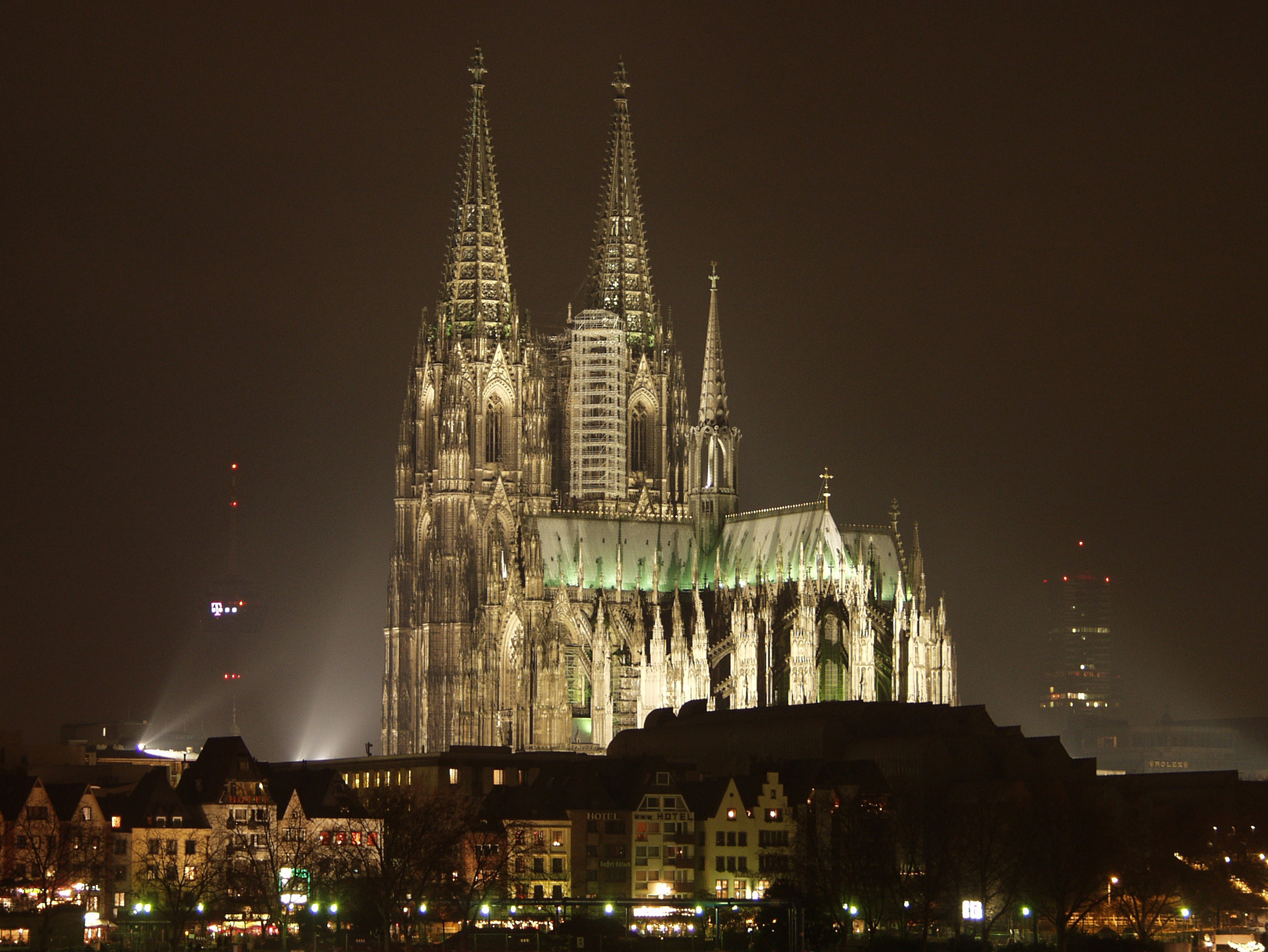